# يوجين برونولد
يوجين برونولد (بالإنجليزية: Eugene Braunwald)‏ (و. 1929 – م) هو طبيب قلب، من الولايات المتحدة الأمريكية، ولد في النمسا، وهو عضوٌ في الأكاديمية الوطنية للعلوم، والأكاديمية الأمريكية للفنون والعلوم.

## التعليم
تعلم في جامعة نيويورك مدرسة الطب.

## مناصب وهيئات
أدار جامعة هارفارد، وجامعة كاليفورنيا، سان دييغو.

## جوائز
حصل على جوائز منها:
- جائزة الملك فيصل العالمية (2002)
- Bristol-Myers Squibb Award for Distinguished Achievement in Cardiovascular Research ‏ (1993)
- John J. Abel Award [الإنجليزية]‏ (1965)
- النيشان الذهبي للخدمات المقدمة لمدينة فيينا ‏.